# آزاد (ترانه)
«آزاد» (به انگلیسی: On the Loose) تک‌آهنگی از هنرمند اهل جمهوری ایرلند نایل هوران است. این تک‌آهنگ در آلبوم جنبش (۲۰۱۷) قرار داشت و به عنوان چهارمین تک‌آهنگ آن منتشر شده‌است.